# Torbda violaceipennis
Torbda violaceipennis är en stekelart som beskrevs av Cameron 1902. Torbda violaceipennis ingår i släktet Torbda och familjen brokparasitsteklar. Inga underarter finns listade i Catalogue of Life.